# Frutuoso de Tarragona
Frutuoso de Tarragona foi um religioso cristão hispânico-romano. Ocupando o cargo de Bispo, foi martirizado junto com os diáconos Eulógio e Augúrio. 

## O martírio
Foi queimado vivo no anfiteatro de Tarragona, durante a perseguição aos cristãos decretada pelos imperadores romanos Valeriano e Galério. Foram os primeiros mártires sobre os quais há consistência documental na História do Cristianismo na Espanha, através de um testemunho de seu martírio escrito por uma testemunha verdadeira. Também há testemunho epigráfico em uma lápide achada em 1895 por uma missão arqueológica francesa.

## Ano jubilar 2008-2009
O ano 2008-2009, como motivo dos 1750 anos do martírio, foi declarado ano jubilar para a Arquidiocese de Tarragona pelo papa Bento XVI.
Ele é considerado o primeiro bispo de Tarragona.